# Kriliuvți, Veliko Tărnovo
Kriliuvți (în bulgară Крилювци) este un sat în comuna Elena, regiunea Veliko Tărnovo,  Bulgaria. 

## Demografie
Componența etnică a satului Kriliuvți
     Bulgari (100%)
     Nicio identificare (0%)
     Altele (0%)
La recensământul din 2011, populația satului Kriliuvți era de 4 locuitori. Din punct de vedere etnic, toți locuitorii erau bulgari.